# ديفيد إي. بولسون
ديفيد إي. بولسون (بالإنجليزية: David E. Paulson)‏ هو فلاح وسياسي أمريكي، ولد في 13 سبتمبر 1931، وتوفي في 17 يناير 2015. حزبياً، نشط في الحزب الجمهوري. وقد انتخب عضو جمعية ولاية ويسكونسن.